# Philippinermaß
Das Philippinermaß ist eine heute nicht mehr anerkannte Entscheidungshilfe zum Erkennen der Schulreife eines Kindes.
Sie geht davon aus, dass die Veränderung der Proportionen von Kopfgröße und Armlänge beim ersten Gestaltwandel im Sinne des Berliner Kinderarztes Walter Zeller ein Kennzeichen der Schulreife ist.
Wird bei senkrechter Haltung des Kopfs der Arm über den Scheitel gelegt, sollen die Fingerspitzen das Ohr auf der anderen Körperseite erreichen. Zur Zeit der Begriffsprägung in der ersten Hälfte des 20. Jahrhunderts mag diese Korrelation von körperlicher und geistiger Entwicklung gegeben gewesen sein. Allerdings haben schulärztliche Untersuchungen ergeben, dass Schulanfänger heute acht bis zehn Zentimeter größer als damals sind und damit auch dieses Maß früher erreichen.
„H. Hummel hat als erster in einer Arbeit auf das von den Philippinern benutzte Verfahren hingewiesen“, woher es auch seinen Namen hat.